# Роккагорга
Роккагорга, Роккаґорґа (італ. Roccagorga) — муніципалітет в Італії, у регіоні Лаціо,  провінція Латина.
Роккагорга розташована на відстані близько 70 км на південний схід від Рима, 22 км на схід від Латини.
Населення — 4595 осіб (2014).

## Демографія
Населення за роками:

Станом на 1 січня 2023 року в муніципалітеті офіційно проживали 453 іноземці з 24 країн, серед них 222 громадяни країн Євросоюзу та 10 громадян України.

## Сусідні муніципалітети
- Карпінето-Романо
- Маенца
- Приверно
- Сецце